# أسامة الأشقر
أسامة الأشقر (1970-) سياسي فلسطيني، ولد في مخيم الرمل الجنوبي للاجئين الفلسطينيين في مدينة اللاذقية في سورية لأسرة فلسطينية لاجئة تعود أصولها إلى قرية زرنوقة المُهجَّرة قضاء الرملة الفلسطينية المحتلة. درس المرحلة الأساسية في مدارس وكالة غوث وتشغيل اللاجئين الفلسطينيين في مخيم الرمل، والمرحلة الثانوية في مدارس المدينة المنورة في المملكة العربية السعودية، ونال درجة البكالوريوس في اللغة العربية من كلية اللغة العربية في الجامعة الإسلامية في المدينة المنورة، ودرجة الماجستير من كلية الآداب في جامعة الخرطوم عام 1994، ودرجة الدكتوراه في اللغة العربية من جامعة الخرطوم، والدكتوراه في الإعلام من جامعة أم درمان الإسلامية في السودان.

## حياته
عمل أسامة جمعة محمود الأشقر محاضرا في كلية الآداب في جامعة الخرطوم بين عامي (1997–2005)، وعمل في إدارة مطبوعات الجامعة ذاتها، وكان رئيسا لتحرير موقع المركز الفلسطيني للإعلام بين عامي (1999-2005)، وأسس مركز الراصد للدراسات في السودان عام 2000، وكان المستشار السياسي فيه، وكان المؤسس والمدير العام لمؤسسة فلسطين للثقافة بين عامي (2006–2015)، ورئيساً لمجلس إدارة مركز المخطوطات والوثائق الفلسطينية بين عامي (2009-2011)، ورئيساً للمكتب التنفيذي للحملة الأهلية لاحتفالية القدس عاصمة الثقافة العربية عام 2009، والمستشار الإعلامي لاتحاد رجال الأعمال الأتراك في السودان موسياد، وأستاذاً لمادة أدب العودة في أكاديمية دراسات اللاجئين – مملكة البحرين، ومستشاراً إعلامياً في مركز الناشطين الإعلاميين للتنمية، ومديرا لشركة باث ويه للعلاقات العامة وخدمات المستثمرين، ومؤسساً لمركز معلومات إفريقيا عام 2020.
شغل الأشقر عضوية عدد من الاتحادات منها: اتحاد الكُتَّاب العرب (دمشق)، والاتحاد العام للكتاب والصحفيين الفلسطينيين، واتحاد الكتاب والأدباء السودانيين، واتحاد الصحفيين السودانيين، واتحاد الناشرين السوريين، واتحاد الناشرين العرب، والشبكة العالمية للمنظمات العاملة للقدس، ومجلس أمناء مؤسسة القدس الدولية (بيروت)، واتحاد الصحفيين الدوليين، وكان أميناً لسر ملتقى المثقفين الوطنيين عام 2007، وأميناً لسر المكتب العربي لمقاومة التطبيع الثقافي التابع لاتحاد الكتاب العرب.

## مؤلفاته
نشر أسامة الأشقر العديد من المؤلفات منها 
- منهج اللغة العربية لكليات المجمع الطبي في جامعة الخرطوم (2003)
- والجماعات اليهودية في شمال غرب الجزيرة العربية (2004)
- السودان في الأجندة الإسرائيلية (2004)
- فتوح فلسطين تحقيقات تاريخية تكشف تفاصيل فتوح المناطق الفلسطينية في عصر النبي وخليفتيه (2006)
- (إسرائيل): الرؤساء ورؤساء الحكومات ورؤساء الكنيست منذ الإنشاء حتى عام 2006 (2007)
- دليل مقاومة التطبيع الثقافي (2010)
- موسوعة الصحابة على أرض فلسطين (2010)
- مقامات السائرين لنصرة الأقصى وفلسطين (2010)
- مدينة بيت المقدس في القرن الإسلامي الأول (2011)
- مقامات البركة (2014)
- جغرافية العشق المقدس (2017)
- القدس في العصر العباسي المبكر (2019)
- الإدارة النبوية للحملات الإعلامية (2020)
- غزوة خيبر (الرؤية والمشروع والقضايا) (2021)

- مدافن الموت (2010)
- البحث عن التابوت (2016)
- ديوان عمات رسول الله (2007)
- ديوان الفرقان (2009)